# 毌丘甸
毌丘甸（？—255年），字子邦，河東聞喜人，鎮東將軍毌丘儉之長子，三國時曹魏官員，為治書侍御史。曹芳被司馬師逼迫退位後，促使父親毌丘儉叛亂，並發兵離開洛陽，但不久便被殺害。

## 生平
毌丘甸有名於洛陽。253年，齊王曹芳被廢，毌丘甸曾向父親毌丘儉說：「大人居方嶽重任，國傾覆而晏然自守，將受四海之責。」勸父親起兵討伐司馬師。正元二年（255年），毌丘儉起兵叛變前夕，毌丘甸時任治書侍御史，在起兵前私自出走，帶家屬逃亡到新安的靈山上，但靈山被攻下後被捕，被誅殺。

## 家庭

### 祖輩
- 毌丘興

### 父輩
- 毌丘儉，魏鎮東將軍。
- 毌丘秀，毌丘儉幼弟，毌丘甸叔父，毌丘儉兵敗後逃到東吳

### 妻
- 荀氏，荀顗族妹

### 兄弟
- 毌丘宗，毌丘儉子，毌丘儉兵叛變時送毌丘宗兄弟四人到東吳當人質，一直留在吳國至吳亡，後歸晉
- 其余兄弟至少三人

### 女
- 毌丘芝，颍川太守刘子元妻

### 子姪
- 毌丘重
- 毌丘芝，毌丘甸之女，颍川太守刘子元妻
- 毌丘氏，沛國人劉含之母，或即毌丘芝
- 毌丘氏，羽林监王虔前妻
- 毌丘奥，毌丘宗之子